# 堀江舞
堀江 舞（ほりえ まい）は、ジョイスタッフ所属のフリーアナウンサー。福岡県出身。

## 来歴
福岡県出身。
2015年、東海大学卒業後、蕨ケーブルビジョン入社。
2017年、サガテレビ入社。
2021年、ジョイスタッフに所属。

## 人物
- 趣味：スポーツ観戦、お笑い鑑賞、映画鑑賞、読書、旅行、水泳。
- 資格：英検2級、防災士、PADIオープンウォーター、普通自動車運転免許。
- ミス東海大学コンテスト2013 準ミス
- フジテレビのアナウンススクール『アナトレ』出身。

## 出演

### 現在
- 東京シティ競馬中継（2022年5月 - 、TOKYO MX）[1]
- こんにちは中央区です(2025年4月-、東京ベイネットワーク)[2]

### 過去
- かちかちPress[3]
- おめでとう聖望学園 優勝への軌跡(ナレーター、2022年8月4日、テレビ埼玉)[4]
- 『春日部新都心を創る会』設立説明会(司会)[5][6]
- 2022年ツール・ド・フランス、さいたまクリテリウムが帰ってきた!!直前SP!(2022年11月3日、テレビ埼玉)[7][8][9]
- 情報番組 マチコミ(マチコミ的大人の社会科見学リポーター、2022年11月14日、テレビ埼玉)[10]
- 「佐賀ゲー」プロジェクト発表会司会[11]
- 第105回全国高校野球選手権記念大会埼玉大会・開会式（インタビュアー、2023年7月8日、テレビ埼玉）[12][13]
- 高校野球ダイジェスト（2022年[14]、2023年[15]、テレビ埼玉）[16][17]
- Wow！JDリーグ(2023年、BS11)[18][19][20]